# Вилиберг
Вилиберг (нем. Wiliberg) — коммуна в Швейцарии, в кантоне Аргау.
Входит в состав округа Цофинген.  Население составляет 155 человек (на 31 декабря 2007 года). Официальный код  —  4288.